# كورتيس ويلكيرسون
كورتيس ويلكيرسون (بالإنجليزية: Curtis Wilkerson)‏ هو لاعب كرة قاعدة أمريكي، ولد في 26 أبريل 1961 في بطرسبرغ في الولايات المتحدة.

## وصلات خارجية
- كورتيس ويلكيرسون على موقعبيزبول رفرنس.كوم (الدوري الرئيسي) (الإنجليزية)